# Elsbeth Mordo
Elsbeth Mordo (* 10. Januar 1929 in Stuttgart) ist eine ehemalige baden-württembergische Politikerin der Grünen. Sie war in der 8. Wahlperiode von 1980 bis 1984 Mitglied des Landtags von Baden-Württemberg.

## Ausbildung und Beruf
Nach der Mittleren Reife war sie Stenotypistin und später Sekretärin beim Süddeutschen Rundfunk in der Musikabteilung. Nach der Geburt ihres Sohnes 1961 war sie Hausfrau.

## Politische Tätigkeit
Elsbeth Mordo war zweite stellvertretende Vorsitzende im Kreisverband Stuttgart der Grünen, bevor sie 1980 über ein Zweitmandat im Landtagswahlkreis Stuttgart II in den Landtag von Baden-Württemberg gewählt wurde. Sie gehörte dem Landtag über die gesamte Wahlperiode von 1980 bis 1984 an. Ihre parlamentarischen Mitarbeiter waren Rezzo Schlauch und Fritz Kuhn. Sie war Mitglied im Ständigen Ausschuss und im Ausschuss für Wissenschaft und Kunst. Bei der Landtagswahl 1984 trat sie nicht mehr an.

## Familie und Privates
Elsbeth Mordo ist evangelisch. Sie war mit dem Rundfunkmoderator Peter Mordo verheiratet und ist Mutter eines Sohnes.